# Uranophora cordigera
Uranophora cordigera là một loài bướm đêm thuộc phân họ Arctiinae, họ Erebidae.